# Cnemolia schoutedeni
Cnemolia schoutedeni là một loài bọ cánh cứng trong họ Cerambycidae.